# Jean Jacques Coulin
Jean Jacques Coulin (* 6. Juni 1723 in Genf; † 18. April 1763) war ein Genfer Goldschmied.

## Leben
Über sein Leben und Wirken ist sehr wenig bekannt. Es ist jedoch sicher, dass er in seiner Geburtsstadt tätig war und am 5. Juli 1748 seinen Meistertitel erhielt. 
Seine beiden Brüder Vincent und Jean waren ebenfalls als Goldschmiede in Genf tätig.